# قلم‌کاری

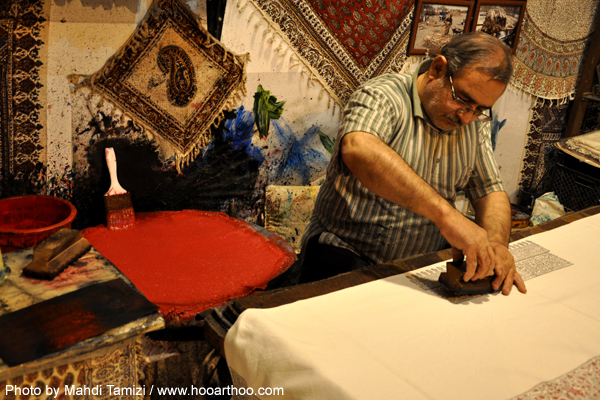
قلم‌کاری در بازار اصفهان

قلم‌کاری یا چیت‌سازی هنر چاپ یا نقش‌زدن روی پارچه است. قلم‌کاری واژه‌ای فارسی است که در زبان هندی به عاریت گرفته شده و به‌طور لغوی از دو واژه قلم و کاری تشکیل شده و معنی آن، کار هنری است که با قلم انجام می‌شود. این هنر در دوره شاه عباس در قرن ۱۱ قمری به علت علاقه درباریان و توجه خاصی که به این صنعت داشتند، به کمال رسید. در این دوره انواع مختلف قلم‌کاری تهیه می‌شد که از معروفترین آن‌ها می‌توان به قلم‌کاری زر یا اکلیل اشاره کرد. در این دوره بیشتر لباس‌های مردانه و زنانه از پارچه‌های قلم‌کاری تهیه می‌شد. قلم‌کاری در طول زمان دستخوش تغییراتی در ماهیت و نحوه ساخت، اجرا و تولید انبوه شده است.
در دوره صفویه این هنر گسترش یافت و در حقیقت می‌توان گفت دوره پررونق آن از زمان صفویه شروع و به اواسط عصر قاجاریه ختم گردید. این هنر صنعت یکی از مهم‌ترین شاخه‌های صنایع دستی استان اصفهان به‌شمار می‌آید ویژگی‌های فرهنگی و اجتماعی و همچنین کاربرد اقتصادی این محصول می‌تواند همچنان در جامعه مطرح باشد اما امروزه نیازمند تغییر و تحولات جدی در حوزه تولید و بازار است.
قلم‌کاری (چیت‌سازی) سابقه روشنی ندارد و شاید مفصل‌ترین توضیحی که تاکنون دربارهٔ آن داده شده همان باشد که قبلاً فیلیس آکرمن در جلد سوم کتاب پوپ (Pope) به دست داده و از قول نویسنده‌ای تصور نموده این صنعت از زمان غزنویان (قرون ۴ و ۵ هجری) پیدا شده است.
مطلب قابل ذکر این است که بین نقش‌های مربوط به قلم‌کاری و قالی و کاشی و همچنین تا اندازه‌ای گچبری و کنده کاری روی چوب وجه تشابه بسیاری هست که می‌رساند طراحان نقش‌های قلم‌کاری و قالی و کاشی و همچنین اغلب نقش سازان کنده کاری چوب و منبت‌کاری و گچبری با استفاده از طرح‌ها و نقش‌هایی که در این چند صنعت بکار می‌رفته و از تلفیق آن‌ها با یکدیگر طرح و نقش جدیدی فراهم می‌ساخته‌اند، به‌علاوه اینکه نقش‌های کاشی ایران به‌خصوص از دوره صفویان به بعد اغلب مأخوذ از نقش‌های قلم‌کاری و قالی ایران است و مطلب دیگری که در جای خود جالب دقت می‌باشد اینست که اگر قبول شود که سابقه قلم‌کاری بعلت معمولتر بودن شیوه تکنیک اجرا و ساخت آن قدیمی‌تر از قالیبافی بوده است باید این نتیجه را قبول کرد که ابتدا نقش‌های قلم‌کاری به دست اهل فن فراهم شده و سپس نقش‌های مربوط به قالی با استفاده از آن‌ها فراهم گردیده و نیز در گچبری‌ها و کنده کاری‌های روی چوب تأثیر بسیار بجا گذارده است.
وجه تسمیه قلم‌کاری از نوع تولید و نحوه ساخت آن در بدو پیدایش این صنعت است. به این معنی که در ابتدا روی پارچه‌های پنبه‌ای و احتمالاً ابریشمی با قلم طرح‌های مورد نظر را نقاشی می‌کردند. به دلیل نیاز به سرعت زیاد در تولید قلم‌کارسازی به صورت فعلی یعنی استفاده از قالب برای کلیه طرح‌ها و نقوش متداول شد و قلم‌کار نقاشی که باعث پیدایش قلم‌کاری امروزی شد در قهقرای نابودی قرار گرفت.
- در حال حاضر اصفهان مرکز تولید قلم‌کاری ایران است که در زمان صفویه پایتخت ایران بود. در این دوره بیشتر لباس‌های مردان و زنان از پارچه‌های قلم‌کاری تهیه می‌شد. یک نوع قلم‌کاری با طرح و نقش خاص خود به نام دلگه برای لباس مردانه و زنانه تهیه می‌شد و از انواع دیگر قلم‌کاری می‌توان حفره‌ای زر یا اکلیل جیگرانات قرمز و جیگرنات بنفش را نام برد.

در قرن ده هجری بازار قیصریه اصفهان به صورت مرکز تجمع قلم‌کار سازان درآمد و کارگاه‌های تولید از سردر قیصریه تا انتهای بازار ادامه داشت. در حال حاضر قلم‌کار به وسیله قالب‌های چوبی که دارای نقوش برجسته است انجام می‌شود (چیت‌سازی) و در حقیقت رکن اصلی قلم‌کارسازی (به عبارت بهتر چیت‌سازی) را قالب‌سازی تشکیل می‌دهد که معمولاً توسط افرادی که حرفه و تخصص شان قالب تراشی است به تفکیک رنگ و حداکثر در چهار رنگ بر روی چوب‌های مانند گلابی و زالزالک تراشیده می‌شود.
گفتنی است امروزه خلاف آنچه عنوان می‌شود عموم تولیدکنندگان از رنگ‌های شیمیایی برای محصولات خود استفاده می‌کنند و در این میان یک شرکت هنر- دانش بنیان در اصفهان به تولید رنگ‌های دوستدار محیط زیست پرداخته که از این طریق به تولید و ارائه قلم‌کاری اصیل به شیوه کاملاً دستی و بدون استفاده از چاپ بلکه به‌شکل نقاشی بر روی پارچه می‌پردازد و از این طریق به عنوان اولین احیا کننده، این هنر ناب را اصالت بخشیده است.
آنچه حائز اهمیت می‌باشد توجه به تفاوت کاملاً بارز دو هنر قلم‌کاری اصیل با هنر چیت‌سازی است؛ گرچه عموم مردم سفره‌های سنتی اصفهان که با مهرهای چوبی بر روی پارچه چاپ دستی زده می‌شود را به عنوان قلم‌کاری می‌شناسند اما باید گفت اسم درست آن چیت‌سازی است و به اشتباه به این عنوان بکار برده می‌شود، چراکه قلم‌کاری اصیل همان‌طور که از اسمش بر می‌آید باید کاملاً با استفاده از قلم بر روی پارچه طراحی و رنگ آمیزی شود و اگر به هر نحو چاپ در آن بکار رفت این نوعی تلفیق از هنر قلم‌کاری و چاپ دستی (چیت‌سازی) خواهد بود. قلم‌کاری اصیل به خاطر تکنیک اجرای کاملاً دستی به تبع بسیار ظریف تر و دقیق تر و البته گران‌قیمت تر خواهد بود.
در حال حاضر بیشتر محصولات قلم‌کاری اصفهان در کارگاه‌های شهر خورزوق تولید می‌شود. بعد از زمان صفویه و مشکلات حکومت شاه سلطان حسین و حمله افغانها و … در اصفهان شاگردان و استادکاران سفره قلم‌کار که عمدتاً اهل شهرهای اطراف و به ویژه دلیگان شهر خورزوق بودند کارگاه‌های خود را به زادگاه‌شان که در آن فراوانی آب قنات و زمین‌های مسطح برای کار و پهن کردن سفره قلم‌کارهای پرداخت شده بود منتقل کردند و تولید سفره قلم‌کار در همین شهر رونق گرفت و هنوز هم تولید و برای عرضه به گردشگران به اصفهان برده می‌شود. در حال حاضر با وجود بیش از ۱۰۰ کارگاه سفره قلم‌کار در دلیگانِ خورزوق به جرأت می‌توان گفت که بیش از %۷۰ تولید سفره قلم‌کار استان و کشور در این شهر و به شیوه سنتی با وسابل و پارچه‌های کتان خالص و رنگ‌های طبیعی تولید می‌شود و به تمام نقاط کشور و حتی جهان صادر می‌گردد. از دیگر صنایع دستی این منطقه و شهرستان می‌توان قالی بافی، مُنبت کاری، مُعرق کاری روی چوب، چرم دوزی، مُشبک کاری، قلم زنی و … را نام برد. شما می‌توانید صنایع دستی اصفهان را با قیمتی مناسب و ارزانتر از اصفهان در این شهر خریداری کنید
اخیراً نیز این شهر به عنوان نامزد شهر جهانی قلم‌کاری از سوی سازمان میراث فرهنگی، صنایع دستی و گردشگری به شورای جهانی صنایع دستی معرفی شد.

## پارچه
به‌طور عمده پارچه‌های معمول مصرفی در قلم‌کاری عبارتند از: پنبه و ابریشم کتان چلوار کرباس. پارچه ویژه قلم‌کاری باید نخی باشد چون پذیرش رنگ برای الیاف پنبه به‌مراتب زیادتر از پشم می‌باشد، مع‌الوصف پنج نوع پارچه در قلم‌کاری بکار برده می‌شود: پارچه‌های ابریشمی، کرباس، متقال، ململ حاجی علی اکبری، چلوار و کتان بافت خارجی. آقای هانری رنه در سفرنامه خود از خراسان تا بختیاری چنین می‌نویسد همه ساله از شهرهای اصفهان، کاشان و یزد مقدار زیادی پارچه‌های پنبه‌ای و ابریشمی منقوش تولید می‌گردد و به کشورهای باختر و شرق اقصی صادر می‌گردد.

## انواع طرح‌ها و نقوش
از جمله نقوشی که در هنر قلم‌کاری مورد استفاده قرار گرفته است، می‌توان به موارد زیر اشاره کرد:
مناظر تاریخی، جانوران اهلی و وحشی، مینیاتور، شکارگاه‌های صنعتی، رامشگران و نوازندگان، گل و بوته و اسلیمی، تصاویر شعرا، زنجیره، کتیبه، زورخانه و ورزشگاه‌ها، داستان‌های کهن ادبیات فارسی، تصاویر عشاق ایرانی، کتیبه‌های مزین به اشعار به ویژه اشعار محتشم کاشانی، موضوعات و وقایع تاریخی، داستان‌های حماسی عاشورا.

## رنگ
رنگ‌های مورد استفاده در گذشته انواع رنگ‌های طبیعی شامل رنگ‌های گیاهی، رنگ‌های حیوانی و رنگ‌های معدنی بوده است. اما امروزه به دلیل مراحل سخت تهیه و تثبیت رنگ‌های طبیعی از رنگ‌های شیمیایی استفاده می‌شود. رنگسازی یکی از حساسترین مراحل ساخت قلم‌کاری است که طی آن استادکاران بر اساس تجربیاتشان از موادی ساده و ارزان قیمت نظیر پوست انار، روغن کنجد، کتیرا، گل سرخ، شیره انگور، زردچوبه، روغن کرچک، زاج سیاه و سفید، زنگ آهن مواد رنگی مورد نظرشان را تأمین می‌کنند و پس از آن به تهیه مقدمات چاپ پارچه می‌پردازند. رنگ‌های اصلی مورد استفاده در کار قلم‌کاری عبارتند از سیاه، قرمز، آبی، سبز، زرد. از ترکیب این رنگ‌ها به نسبت‌های معین رنگ‌های فرعی به دست می‌آید برای تهیه هر یک از رنگ‌های اصلی باید بگویم کتیرا را از نظر غلظت در تمام رنگ‌ها جهت جلوگیری از پخش شدن رنگ در روی پارچه بکار می‌برند. به این ترتیب که کتیرا را به مدت ۱۰ تا ۱۲ ساعت در آب می‌خیسانند و سپس این صمغ را به رنگ در تاره یا ظرف سفالی اضافه می‌نمایند. ماده گیلیسیرین روغن کرچک و کنجد در تمام رنگ‌ها به منظور ایجاد محیط مناسب و جلوگیری از خشک شدن رنگ در شیار داخل قالب‌ها و ازدیاد دوام آن‌ها مورد استفاده قرار می‌گیرد.

## قالب
قالب چاپ قلم‌کاری (چیت‌سازی) را از چوب درخت گردو، گلابی و زالزالک می‌سازند چون نسبت به سایر چوب‌ها محکمتر و قابلیت انعطاف‌پذیری بیشتری دارند. از عملیات مهمی که چوب را به شکل قالب مورد استفاده در قلم‌کاری درمی‌آورد می‌توان طرح‌ریزی و اسکله کاری را نام برد که تماماً با دست به وسیلهٔ استادان مجرب و هنرمند انجام می‌گیرد. قالب را بعد از آماده شدن با پیه چرب می‌کنند تا چوب خشک نشود و ترک برندارد. برای چاپ یک شکل چهار رنگ چهار قالب به‌طور مجزا تهیه و مورد استفاده قرار می‌گیرد.

## مراحل کار
قلم‌کارسازان بعد از تهیه رنگ‌های لازم که به‌طور عمده شامل پنج رنگ سیاه، قرمز، آبی، سبز و زرد و گاه قهوه‌ای است ابتدا پارچه‌هایی را که باید نقش مورد نظر صنعتگر بر روی آن‌ها چاپ شود به مدت پنج روز در رودخانه قرار می‌دهند تا هم آهار آن‌ها از بین برود و هم مواد زائدش خارج شود. یکی دیگر از عملیاتی که به‌طور معمول قلم‌کارسازان قبل از چاپ نقش انجام می‌دهند رنگرزی زمینه نخودی پارچه است که با پوست انار رنگرزی می‌شود. بعد از شستشو نوبت به نقش زنی پارچه می‌رسد و صنعتگر با کمک قالب‌های چوبی که هر کدام نشان از یک رنگ دارد به چاپ نقوش مختلف بر روی پارچه می‌پردازد. بعد از نقش زدن با رنگ‌های مشکی و قرمز پارچه را به رودخانه برده و مدت ۲ تا ۳ ساعت در آب روان می‌شویند تا رنگ‌های اضافی خارج شود. سپس خشکانده و آمادهٔ تثبیت رنگ می‌کنند شیوهٔ تثبیت رنگ به این صورت است که ابتدا پاتیلی را پر از آّب کرده و با حرارت دادن آب داخل آن را به مرحله جوش می‌رسانند. سپس مقداری حدود ۱۲ کیلوگرم پوست انار ساییده شده را به آن افزوده و بعد مغز روناس را برای تثبیت اضافه می‌کنند و می‌جوشانند تا رنگ‌ها تثبیت شود و بعد از خشکاندن در هوای آزاد برای مراحل منگوله زنی (سالهاست منگوله زنی قبل ازساخت انجام میشه) یا ریشه تابی روی آن‌ها اعمال می‌شود و سپس آمادهٔ ارائه به بازار می‌شود.
عملیات مهم قلم‌کارسازی گازری یا شستن پارچه است. در گازری یا شستن منظور و هدف از بین بردن آهار و مواد زائد است که نخست پارچه را در زاینده رود می‌شویند و بعد از خشک شدن دوباره در تغارهایی که داخل آن پوسته انار ریخته‌اند پارچه را رنگ می‌کنند تا پارچه زمینه قهوه‌ای روشن و ثابت پیدا کند.
کاربری‌هایی که معمولاً برای پارچه‌های قلم‌کاری در نظر گرفته می‌شود عبارتند از: رومیزی، روتختی، سفره، سجاده، بقچه، کیف، روسری، دستمال وغیره.
امیدست که شناختی اجمالی ازاین هنرصنعت انجام شده باشد.